# شارقنج
شارقنج روستایی است در دهستان القورات از توابع بخش مرکزی شهرستان بیرجند، واقع در استان خراسان جنوبی که بر پایه سرشماری عمومی نفوس و مسکن در سال ۱۳۹۵ جمعیت این روستا ۴۲ نفر (در ۲۳ خانوار) بوده‌است.. 

## گردشگری
از جمله روستاهای دیدنی خراسان جنوبی است و با توجه به اهمیت ساکنین منطقه به اختلاف فرهنگی و طبقاتی، دراین روستا، قبرستانهای متعددی وجود دارد که متناسب با دیدگاه ساکنین شکل گرفته است و از جاذبه های توریستی منطقه میباشد. 

## محصولات کشاورزی
محصولات شارقنج شامل گوجه فرنگی، زرشک، انجیر، انگور، انار، زعفران، عناب و … می‌باشد.